# Чай (село)
Чай (якут. Чай) — село в Вилюйском улусе Якутии России. Административный центр и единственный населённый пункт Борогонского наслега.

## География
Село находится на западе региона, в восточной части Центрально-Якутской равнины, на левом берегу реки Тангнары, возле озёр Усун-Кюель, Орто-Кюель и Булгунняхтах, на расстоянии 117 км от города Вилюйск, административного центра улуса.
Климат
В населённом пункте, как и во всём районе, климат резко континентальный, с продолжительным зимним и коротким летним периодами. Зимой погода ясная, с низкими температурами. Устойчивые холода зимой формируются под действием обширного антициклона, охватывающего северо-восточные и центральные улусы. Средняя месячная температура воздуха в январе находится в пределах от −28 ˚С до −40 ˚С.

## История
Согласно Закону Республики Саха (Якутия) от 30 ноября 2004 года N 173-З N 353-III село возглавило образованное муниципальное образование Борогонский наслег.

## Население
| 2002 | 2010 | 2012 | 2013 | 2014 | 2015 | 2016 | 2017 | 2018 | 2019 | 2020 |
| ---- | ---- | ---- | ---- | ---- | ---- | ---- | ---- | ---- | ---- | ---- |
| 478  | ↗479 | ↘468 | ↘460 | ↘452 | ↘440 | ↗443 | ↘437 | ↗438 | ↗440 | ↘437 |
| 2021 |      |      |      |      |      |      |      |      |      |      |
| ↘430 |      |      |      |      |      |      |      |      |      |      |

Национальный состав
Согласно результатам переписи 2002 года, в национальной структуре населения якуты составляли 97 % из 563 чел.

## Улицы
| - ул. Дмитрия Гуляева, - ул. Лесная, | - ул. Набережная, - ул. Советская. |

## Экономика
Развито животноводство (мясо-молочное скотоводство, мясное табунное коневодство).

## Инфраструктура
В селе действуют дом культуры, средняя общеобразовательная школа, учреждения здравоохранения и торговли.

## Транспорт
Через село проходит автодорога федерального значения «Вилюй» а/д «Лючинская» (510-й км а/д «Вилюй» — Хампа — Тымпы — Чай- Сайылык — Арылах — Багадя — Мастах — Люксюгюн — Тыайа — Кобяй (98 ОП РЗ 98К-019)).